# إيفاندر دا سيلفا فيريرا
إيفاندر دا سيلفا فيريرا (بالبرتغالية: Evander) هو لاعب كرة قدم برازيلي، ولد في 9 يونيو 1998 في البرازيل. لعب مع نادي فاسكو دا غاما ونادي ميتييلاند.

## وصلات خارجية
- إيفاندر دا سيلفا فيريرا على موقع الاتحاد الأوربي (الإنجليزية)
- إيفاندر دا سيلفا فيريرا على موقع الدوري الأمريكي (الإنجليزية)
- إيفاندر دا سيلفا فيريرا على موقع قاعدة بيانات كرة القدم.إي يو (الإنجليزية)
- إيفاندر دا سيلفا فيريرا على موقع ليكيب (الفرنسية)
- إيفاندر دا سيلفا فيريرا على موقع Soccerway.com (الإنجليزية)
- إيفاندر دا سيلفا فيريرا على موقع عالم كرة القدم.نت (الإنجليزية)